# 숀 오브라이언
숀 마이클 오브라이언(영어: Sean Michael O'Bryan, 1963년 9월 10일 ~ )은 미국의 배우이다. 《백악관 최후의 날》(2013)과 《런던 해즈 폴른》(2016)의 먼로 국가 안보장관 역으로 출연했다.

## 출연 작품
- 밴티지 포인트 - 카빅 역
- 생존: 러스트 크릭 - 오도일 역